# Melocactus smithii
Melocactus smithii là một loài thực vật có hoa trong họ Cactaceae. Loài này được (Alexander) Buining ex G.D. Rowley mô tả khoa học đầu tiên năm 1976.